# Cherry (catch)
Pour les articles homonymes, voir Drew et Cherry.
Kara Elizabeth Drew (née le 15 juillet 1975 à Louisville dans le Kentucky), plus connue sous le nom de Cherry est une catcheuse américaine, anciennement employée dans la World Wrestling Entertainment dans la division SmackDown.

## Carrière
Kara Drew a commencé le catch en janvier 1999 comme valet dans la IWF. Elle a commencé à s'entraîner pour être catcheuse avec Gino Caruso à ECPW et travaillait comme valet et catcheuse occasionnelle dans plusieurs fédérations dans l'est des États-Unis. En 2003, elle travaillait principalement en tant que catcheuse. Elle a travaillé aux alentours des circuits indépendants jusqu'à septembre 2005 avant qu'elle aille à Louisville dans le Kentucky et commençait à s'entraîner avec la Ohio Valley Wrestling. Deux mois plus tard, elle signa un contrat avec la World Wrestling Entertainment.

### World Wrestling Entertainment
Le 17 janvier 2007, Drew commençait avec le nom Cherry, valet de The Throwbacks (Deuce 'N Domino). Elle a un gimmick des années 1950, s'habillant avec une robe, mettant des rollers et mâchant un chewing gum tout le temps. Cherry commença alors à la WWE le 19 janvier 2007 à SmackDown accompagnant l'équipe de Deuce 'N Domino. Mais le 2 mai 2008 en Backstage elle s'est fait remercier par eux à l'insu de par Maryse. Deuce et Domino l'ont viré et l'ont permuté avec Maryse parce qu'elle est moins sexy que Maryse[réf. nécessaire].
Le principal fait d'armes de Cherry est sa victoire à RAW lors du second match Divas of the Dozen (match par équipe de 12 catcheuses) après sa défaite à Backlash en 2008 où alliée de Mickie James, Michelle McCool, Maria, Ashley Massaro et de Kelly Kelly, elle l'emportit face à l'équipe de Beth Phoenix, alliée de Melina, Victoria, Natalya, Layla et Jillian Hall.
À SmackDown le 6 juin, Cherry participe au Golden Dreams match pour se qualifier pour le Divas Championship qui se déroulera au Great American Bash 2008, mais c'est Natalya qui remporte ce match.
Son contrat prend fin le 15 août 2008.

### Big Japan Pro-Wrestling
Elle fait un match à Big Japan Pro Wrestling.
Lors de War Was Insufficent Against Us, Great Kojita et elle battent Hiroshi Fukuda et Masashi Otani dans un Special Guest Referee Match avec Sanshiro Takagi comme arbitre.

## Catcheurs accompagnés/Manager
- Ace Darling
- Kevin Knight
- Julio Fantastico
- Sal Sincere
- Danny Gimondo
- Rik Ratchet
- Simon Diamond
- Judas Young
- Billy Reil
- Nick Berk
- Shawn Spears & Cody Runnels
- Deuce 'N Domino (Deuce et Domino)

## Palmarès
- Jersey Championship Wrestling
  - 1 fois JCW Women's Champion[4]

- Pro Wrestling Illustrated
  - Classée 27e au classement des 50 meilleures catcheuses en 2008[5]